# Helmut Mayer
Helmut Mayer, född 4 mars 1966, är en österrikisk före detta alpin skidåkare.
Mayer blev olympisk silvermedaljör i super-G vid vinterspelen 1988 i Calgary.